# Hutto
Hutto is een plaats (city) in de Amerikaanse staat Texas, en valt bestuurlijk gezien onder Williamson County.

## Demografie
Bij de volkstelling in 2000 werd het aantal inwoners vastgesteld op 1250.
In 2006 is het aantal inwoners door het United States Census Bureau geschat op 9572, een stijging van 8322 (665,8%).

## Geografie
Volgens het United States Census Bureau beslaat de plaats een oppervlakte van
2,5 km², geheel bestaande uit land.

## Geboren
- Madison Burge (17 oktober 1991), actrice en zangeres

## Plaatsen in de nabije omgeving
De onderstaande figuur toont nabijgelegen plaatsen in een straal van 16 km rond Hutto.